# Cappont
Cappont (o Cap-Pont) es un barrio de la ciudad de Lérida, situado en el margen izquierdo del río Segre. 
En el año 2008 tenía 11 612 habitantes.

## Etimología
El nombre del barrio proviene del concepto bélico cabeza de puente, que es el terreno que un ejército consigue ocupar a un enemigo situado al otro lado de un río. También puede provenir de la palabra cappont, que en catalán significa "cabeza o extremo de un puente" y se aplica especialmente para referirse a la banda para acceder a la cual se ha construido. Así pues, Cappont sería la cabeza de puente de Lérida porque se encuentra al otro lado del Puente Viejo, una infraestructura que ha tenido varias estructuras a lo largo del tiempo pero que se ha mantenido en el mismo lugar desde la época romana.
Los términos Cap-pont o Cap-Pont, con guion, podrían corresponder a una evolución reciente del concepto cabeza de puente. Oficialmente, y siguiendo las normas ortográficas del Instituto de Estudios Catalanes, el término correcto es Cappont, que es el utilizado por el Ayuntamiento de Lérida, el Colectivo Cultural Cappont y de otras instituciones. Sin embargo, el topónimo con guion aún es utilizado y se puede ver en algunos espacios públicos.

## Geografía
Cappont tiene una extensión aproximada de dos km² y está delimitado por el río Segre al norte, el canal de Seròs y la vía ferroviaria al este y la carretera N-IIa al sur y al oeste.
Se ubica fuera del perímetro de las antiguas murallas de la ciudad y en la antigüedad le rodeaba el arenal mayor del río. 
Cappont limita con La Bordeta, el otro gran barrio de la margen izquierdo de Lérida.

### Las calles y plazas de Cappont
La Plaza de Bores da la bienvenida al barrio si se entra desde el Puente Viejo. La plaza, precisamente, se llama así en honor del ingeniero José Bores y Romeu, autor del Puente Viejo de 1911. Desde este mismo lugar se entra en los Campos Elíseos y se inicia la Avenida de las Garrigas, principal arteria del barrio. Esta es una avenida de unos 1,4 km de longitud y conecta Cappont con La Bordeta. Debe su nombre porque en la antigüedad era el vial con el que se accedía en Lérida viniendo desde las Garrigas. La Avenida de les Garrigas divide el barrio en dos mitades diferenciadas. 
La Plaza de Cappont, o conocida como la Plaza del Paraguas, fue la primera plaza que hubo en Cappont. El 18 de diciembre de 2010 se reinauguró, con el Plan-E. En el nuevo proyecto de la plaza se preveía quitar el paraguas que caracteriza la plaza, pero los vecinos del barrio y el Colectivo Cultural de Cappont, impidieron que quitaran el paraguas, y el Ayuntamiento de Lérida, rectificó el proyecto manteniendo el paraguas.
La actual Avenida Tarradellas era conocida anteriormente como Avenida de los Mártires, ya que era uno de los lugares donde las tropas republicanas ejecutaban enemigos del bando franquista. Formó parte de la antigua carretera de Barcelona, la N-II, hasta que en la década de los 70 se construyó un nuevo puente sobre el Segre que desvió el recorrido y evitó el tráfico por el centro de la ciudad. La riada de 1982 dañó buena parte de las viviendas de la calle y los vecinos tuvieron que abandonarlo. Sin embargo, los hogares fueron ocupados por familias de etnia gitana, constituyendo unas de las zonas más degradadas de la ciudad. Los gitanos fueron realojados durante la segunda mitad de la década de los 90, al mismo tiempo que avanzaban las obras de canalización del río. 

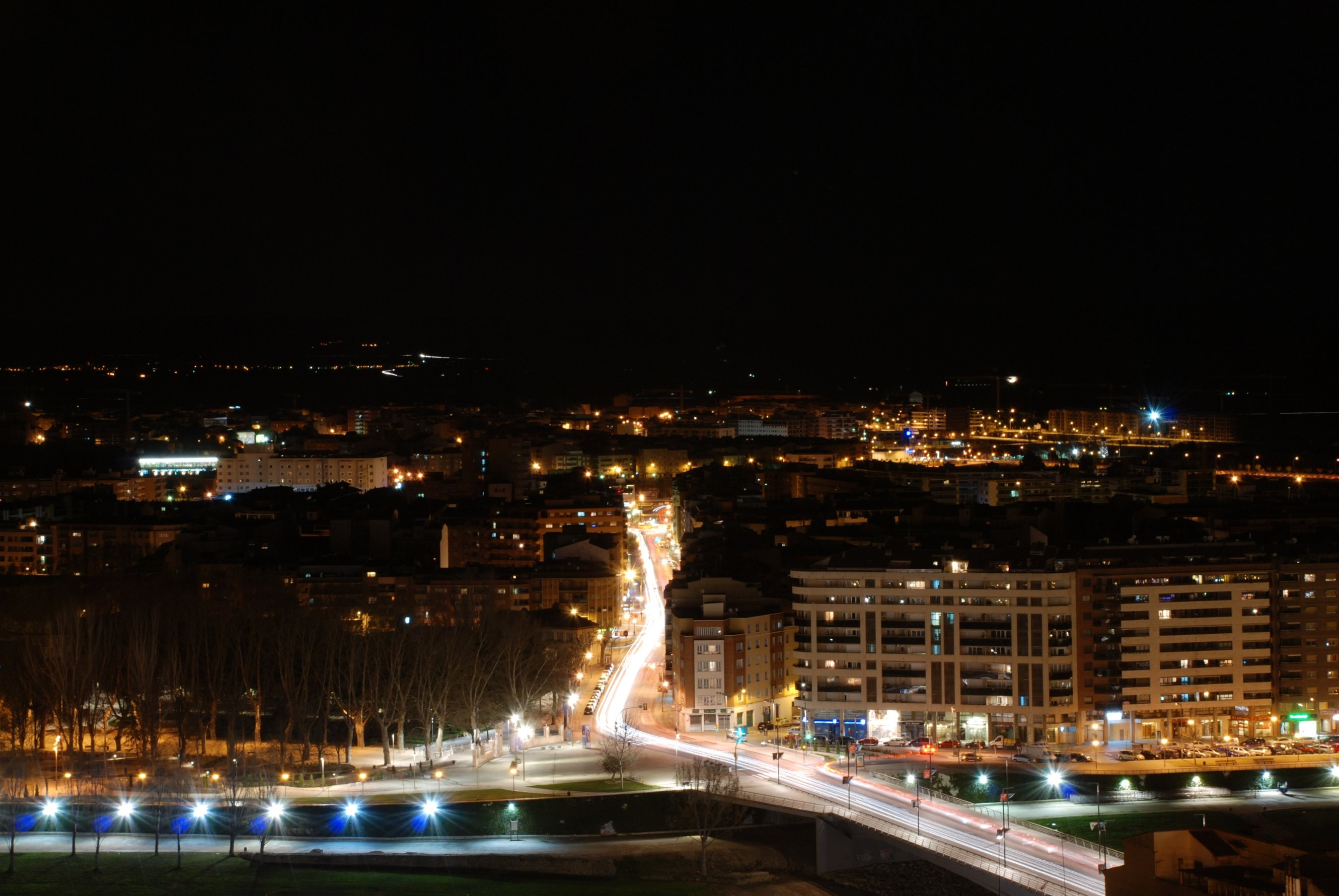
Cappont de noche.

Durante la década de los 60 se enterró buena parte de la acequia de Torres, que nace en el canal de Seròs, en Pardiñas, y llega hasta Torres de Segre. La acequia transcurre normalmente paralela al río y constituía una importante barrera física en el barrio. Fruto de este soterramiento aparecieron las avenidas de Alicante y Valencia. Un pequeño tramo del canal queda descubierto detrás del Campus de la UdL. 
La calle más popular del barrio es probablemente la rambla Doctora Castells, llamada en honor de Martina Castells Ballespí, una leridana que fue la primera mujer de España doctora en Medicina. La rambla atraviesa el barrio de este a oeste y conecta la avenida de las Garrigas con el campus universitario. 
En cuanto a la toponimia de las calles en general, encontramos numerosos nombres de río: río Ebro, río Francolí, río Llobregat o río Besós. La Guerra dels Segadors ha dejado calles dedicadas a la Batalla del Bruc, la Batalla de Santa Cecilia o el Marqués de Leganés Diego Mexía Felípez de Guzmán. Finalmente, la realidad religiosa ha dado nombres de calles como San Juan de Mata (fundador de la orden de los Trinitarios), la calle de los Agustinos o la plaza de la Sagrada Familia.
La Plaza de Blas Infante es la plaza que más destaca en Cappont. Se inauguró el 5 de junio de 2010, por el alcalde de Lérida, Àngel Ros, por el subdelegado del Gobierno en Lérida, José Ángel Flores, con la arquitecta del proyecto, Mamen Domingo y con varios regidores del ayuntamiento.
También contó con la colaboración de la Casa de Andalucía de Lérida, con el Colectivo Cultural Cappont, con los Castellers de Lérida, con la Rúa Batucando del grupo de animación Alea Teatre y el Grupo de Baile Granados-Azabache-Albéniz y con el caracol Banyetes.
Como curiosidad, cabe destacar que la plaza cuenta con 8 torres, conocidas como las Torres de las Palabras, y representan las 8 ciudades de Andalucía, con 8 caracoles de madera de decoración, también se pueden ver vistas muy buenas de la Seo Vieja y abajo de la plaza hay un aparcamiento público.

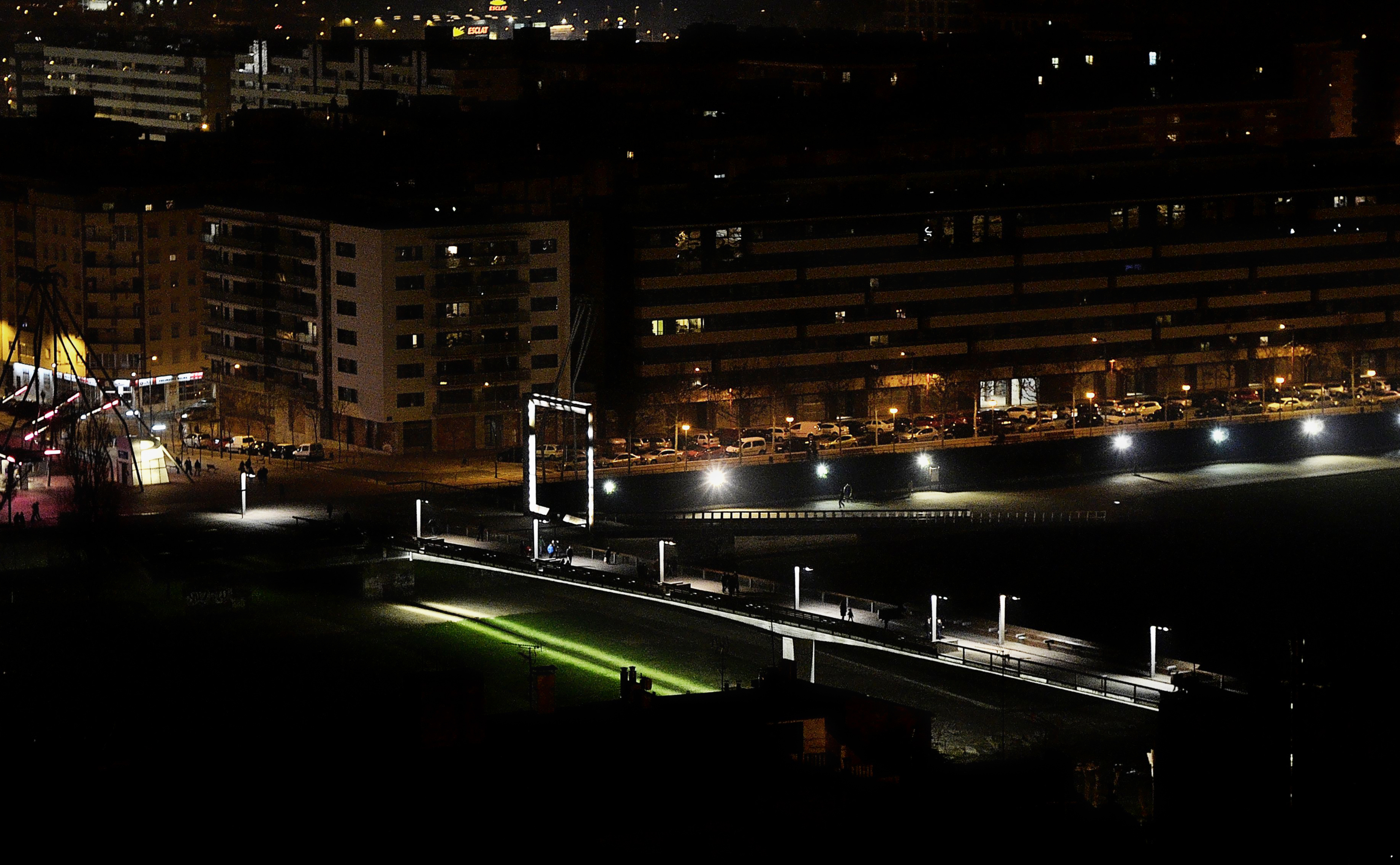
Pasarela del Liceo Escolar (Lérida).

## Historia

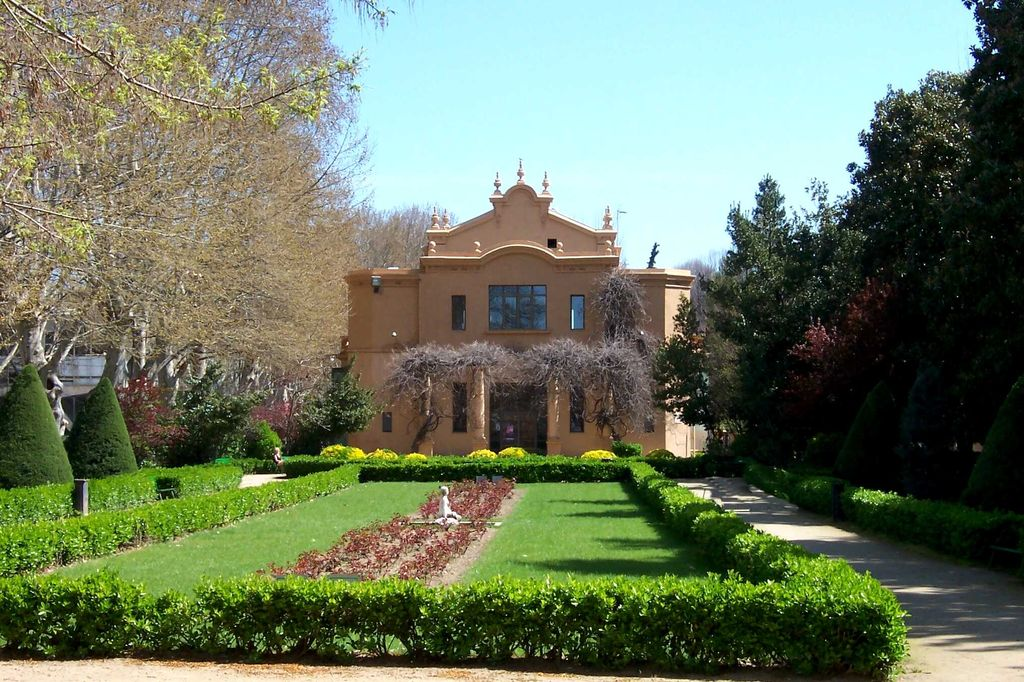
Jardín de la Fuente de la Sirena.

En la antigüedad, el barrio era un arrabal de la ciudad de Lérida llamado La Pobla de Cappont. Es probable que los primeros asentamientos dataran ya de la época romana, cuando se construyó el puente sobre el río Segre. El 1149 las tropas de Ramón Berenguer IV y Ermengol VI conquistaron la ciudad a los sarracenos y se repobló el barrio con gente procedente de la Noguera, que vivió con la población morisca hasta su expulsión el siglo XVII. La Pobla tenía tres hostales y acogía artesanos de diversas profesiones, como cesteros, herreros o carpinteros. También se sabe por documentos de la época que residían artistas como el escultor Carlos Gualter o el pintor Pedro García de Benabarre. 
Los repobladores dieron a la Pobla el apodo de Illa de Mallorca, porque los diversos brazos del río Segre, el arbolado y las construcciones defensivas la protegían como si de una isla se tratara. 
En el año 1643, durante la Guerra de los Segadores, las tropas castellanas conquistaron y destruyeron la Pobla de Cappont. Derribaron las fortificaciones existentes y se construyeron un revellín y desde entonces se prohibió residir y trabajar en el barrio. Sin embargo, a pesar de esta prohibición se instalaron pequeñas industrias como hilanderas, Sargas o aserradores. 
A partir de la segunda mitad del siglo XIX, bajo el mandato del alcalde Manuel Fuster, se decidió recuperar Cappont para integrarlo en la ciudad. Se inició la construcción de unos jardines públicos sobre el lugar donde se ubicaba la Pobla de Cappont (1864), los Campos Elíseos, inspirándose en la avenida parisina del mismo nombre. El 8 de agosto del año 1869 se levantó la prohibición de poblar el lugar y rápidamente se urbanizó. 
El 1946 nació la Feria de Lérida, que celebra sus certámenes en los Campos Elíseos. La Feria de Lérida es en la actualidad la segunda institución ferial de Cataluña y prevé expandirse doblando su espacio actual.
Durante los años 70 el barrio experimentó un notable crecimiento demográfico debido principalmente a gente que venía a vivir y trabajar a Lérida proveniente de otras regiones de fuera de Cataluña. 
En el año 1982 se produjo un desbordamiento del río Segre que provocó la inundación de buena parte del barrio de Cappont. A raíz de este hecho se llevaron a cabo una serie de actuaciones encaminadas a mejorar ciertos aspectos del barrio: se asfaltaron calles, se construyó la Rambla de la Dra. Castells y se inició la canalización del río Segre a su paso por Lérida. 
En el año 1995 se inició la construcción en el barrio del nuevo campus de la Universidad de Lérida, con el traslado de las facultades de Derecho, Economía o Ciencias de la Educación y la construcción de una nueva biblioteca. 

## Actividades culturales y deportivas
El 1980 se celebró la primera edición de la Aplec del Caragol en un antiguo choperal del río Segre, ubicado al margen de Cappont. Desde el 1993 se celebró en los Campos Elíseos y se ha convertido en la fiesta más popular de la demarcación, con más de 200.000 visitantes cada edición.
El recinto de los Campos Elíseos es, además, el escenario principal de la Fiesta Mayor de San Anastasio y de la Fiesta de Otoño de San Miguel. 
Cappont acoge las instalaciones del Club Atlético Segre, uno de los principales equipos amateurs de fútbol de Lérida. El Atlético Segre tiene un estadio de césped artificial inaugurado en 1999. 
Muchas de las actividades culturales del barrio son organizadas por el Colectivo Cultural Cappont y la Asociación de Vecinos de Cappont.
Las fiestas del barrio se celebran por la verbena de san Juan con diferentes actividades.

## Equipamientos

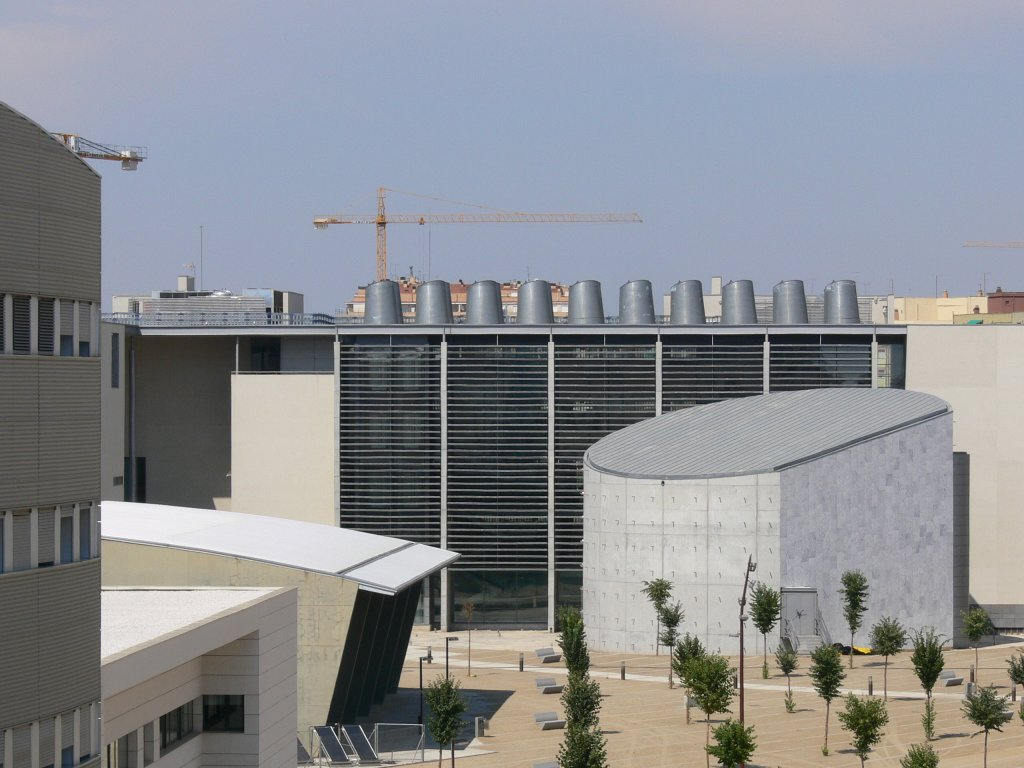
El Campus de Cappont de la UdL

Cappont tiene en la actualidad tres centros de educación primaria gestionados por la Generalidad de Cataluña y una guardería de titularidad municipal. 
En cuanto a estudios universitarios, el campus de Cappont de la Universidad de Lérida se encuentran la Facultad de Derecho y Economía, la Escuela Politécnica Superior y la Facultad de Ciencias de la Educación. 
Para seguir la enseñanza secundaria hay que desplazarse fuera del barrio, ya que Cappont no cuenta con ningún centro de educación secundaria y/o bachillerato. Para resolver este inconveniente, el ayuntamiento ha reservado una parcela del barrio para que el Gobierno construya próximamente un instituto de educación secundaria. La lentitud de la administración para poner en marcha este equipamiento provocó diversas movilizaciones vecinales hasta que se consiguió el visto bueno definitivo a su construcción. El nuevo instituto se ubicará en unos terrenos cercanos al CEIP Frederic Godàs, y se espera que esté terminado el año 2011 o 2012. 
El barrio tiene dos piscinas públicas, unas al aire libre inauguradas en el año 2004 y unas cubiertas que permanecen cerradas a la espera de una reforma. 
En materia de salud Cappont cuenta con un centro de atención primaria, CAP Cappont, que es el centro de referencia de todo el barrio y parte de la Horta de Lérida, sin embargo, la Generalidad tiene previsto la apertura de un CAP adicional durante los próximos años. En la partida de la Copa de Oro, al sur del barrio, la mutua Alianza tiene previsto construir una clínica, como también trasladar el edificio de Sindicatos que hay actualmente en la Avenida de Cataluña.
. Según el Diario "El Segre" El Corte Inglés busca terrenos en la LL-11 para instalar sus grandes almacenes en Lérida, entre otros puntos de la ciudad. Ofrece varias firmas de restauración como "Viena-Lleida" (inaugurado el 3 de septiembre de 2015) y el tercer restaurante de Mc Donalds (inaugurado en diciembre de 2015). Varias firmas comerciales como Leroy Merlín, KFC Lleida y Eroski. 
En julio de 2011 se inaugura el nuevo "Mercat Municipal de Cappont", que cuenta además con un gran supermercado de la firma Mercadona de dos plantas y espacios para equipamientos sociales.

## Comunicaciones
Lo que antiguamente era un arrabal de difícil acceso es en la actualidad un barrio plenamente integrado en el casco urbano de Lérida gracias a los tres puentes y dos pasarelas peatonales que le unen con el resto de la ciudad. Durante siglos un único puente conectaba Cappont con Lérida, el Puente Mayor, el actual Puente Viejo. En el año 1973 se inauguró un nuevo puente que desviaría el recorrido de la carretera N-II, que hasta entonces pasaba por el centro de Cappont y el centro de Lérida. El 1993 terminó el Puente de la Universidad, que unía la Avenida de Cataluña y la Plaza España con el nuevo campus de la UdL. El 1997 se abrió la pasarela del Liceo Escolar, el primer puente exclusivo para peatones de Lérida, que conectaba el centro de Cappont con la Avenida de Blondel. Y finalmente, el 2003 una nueva pasarela conectó los Campos Elíseos con la Avenida del Segre de Pardiñas.
En la actualidad se está construyendo un nuevo puente (Puente Príncipe de Viana) diseñado por el ingeniero navarro Javier Manterola que conectará el barrio con la calle Príncipe de Viana, pasando por la estación de Lérida Pirineos. También se ha aprobado la construcción de otra pasarela para unir el campus universitario con la calle República del Paraguay y se espera que otra nueva una el recinto ferial de Cappont y con la Lonja de Lérida. 
Desde Cappont se accede directamente a los accesos viarios LL-11 y LL-12, que conectan respectivamente con la autovía A-2 y la autopista AP-2. 
El barrio dispone de una línea propia de bus urbano, la línea 13 de los Autobuses de Lérida, que lo conecta con el centro de la ciudad. Además, las líneas 5 ( Bordeta), 6 (los Magraners), 17 (Bordeta-Ciudad Jardín) y La Llotja - Servei Especial tienen paradas. 

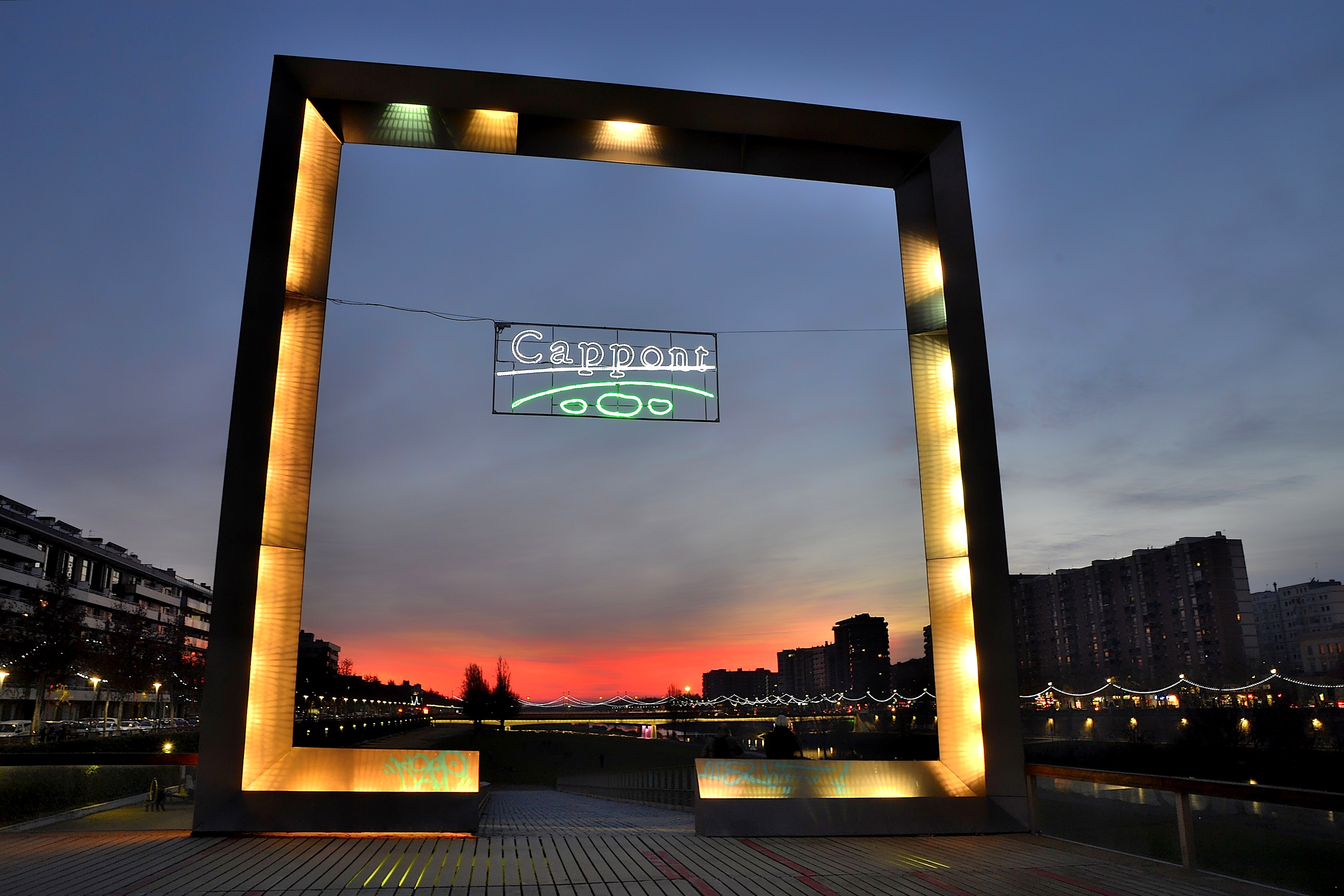
La pasarela del Liceo Escolar comunica el barrio de Cappont con el centro de Lérida (Avda. Blondell - Plza. Blas Infante).

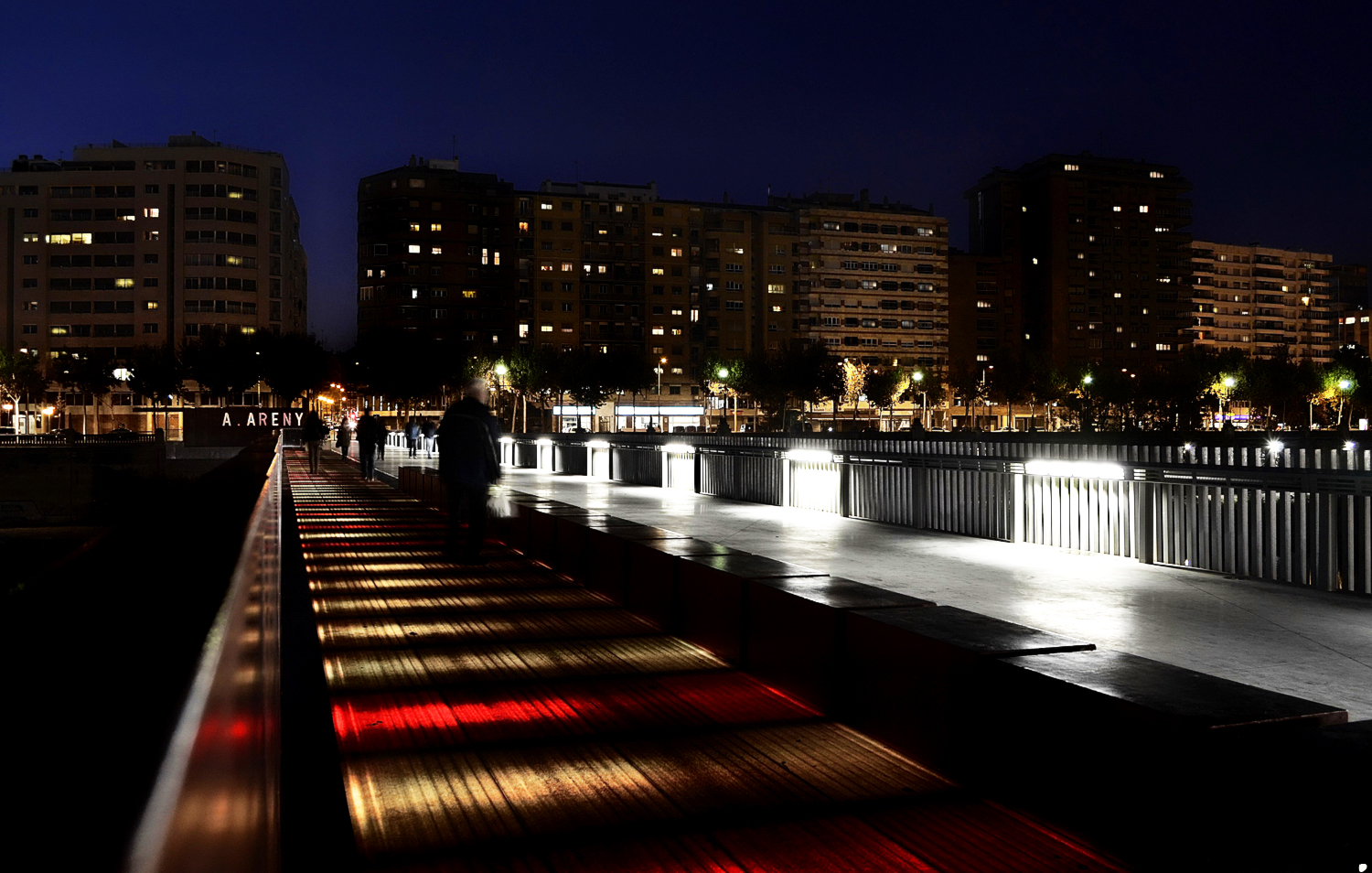
Pasarela de los Maristas sobre el río Segre.

## Galería fotográfica

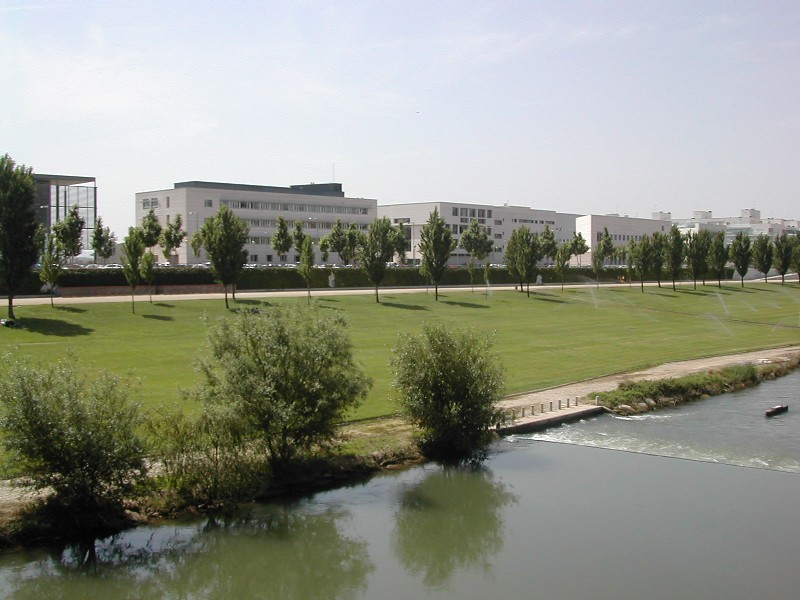
El campus de Cappont de la Universidad de Lérida.
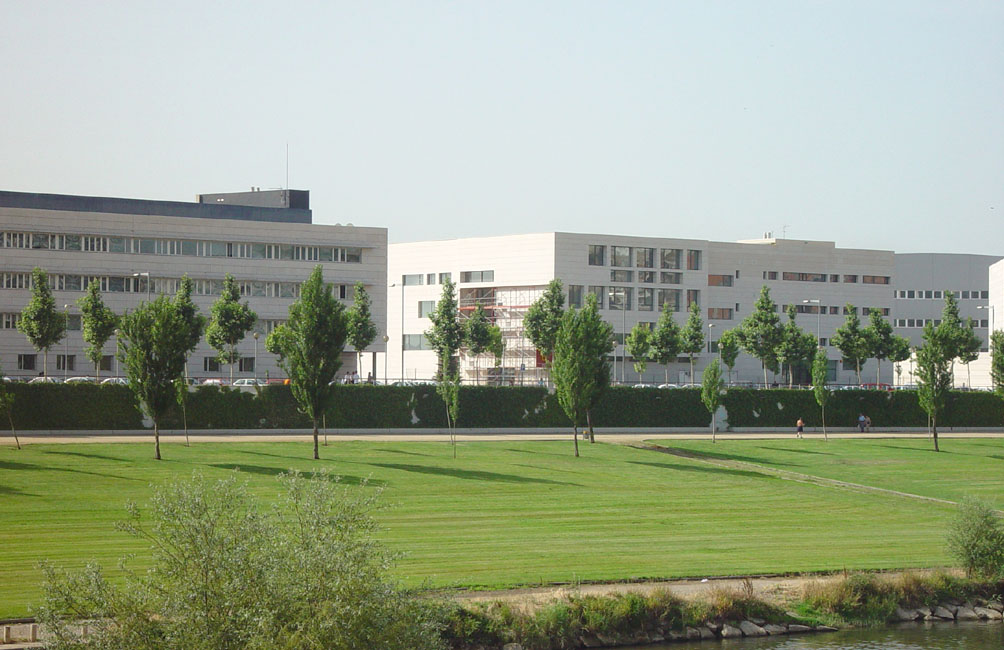
El campus de Cappont.
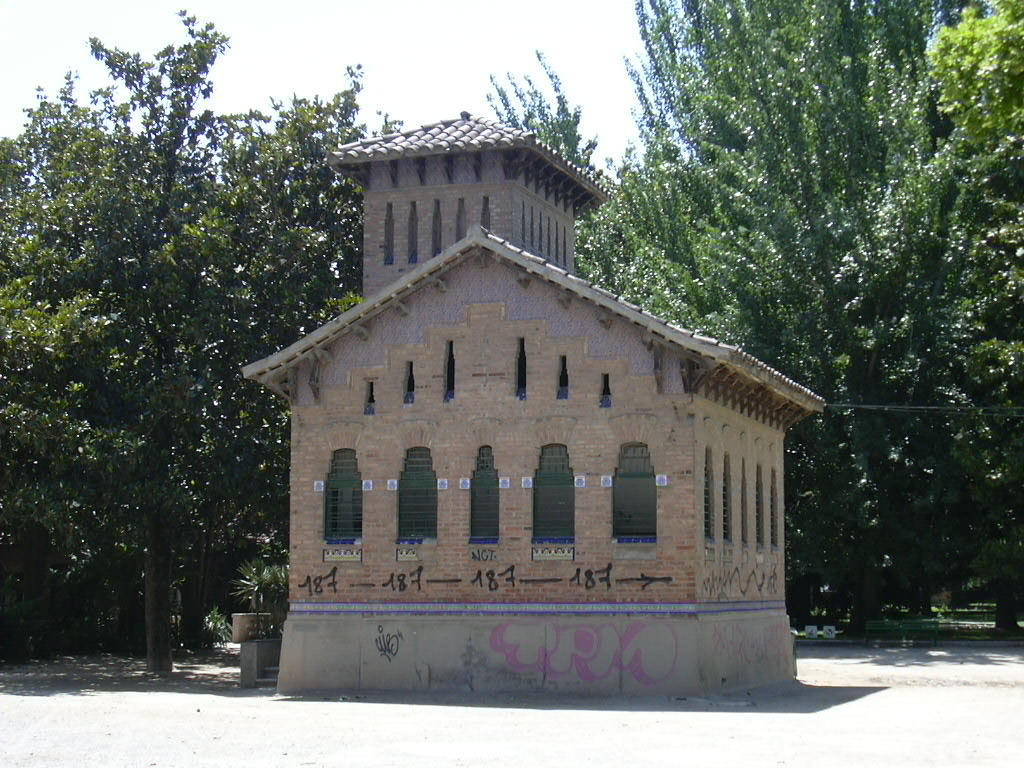
El Acuario de los Campos Elíseos, de estilo modernista.
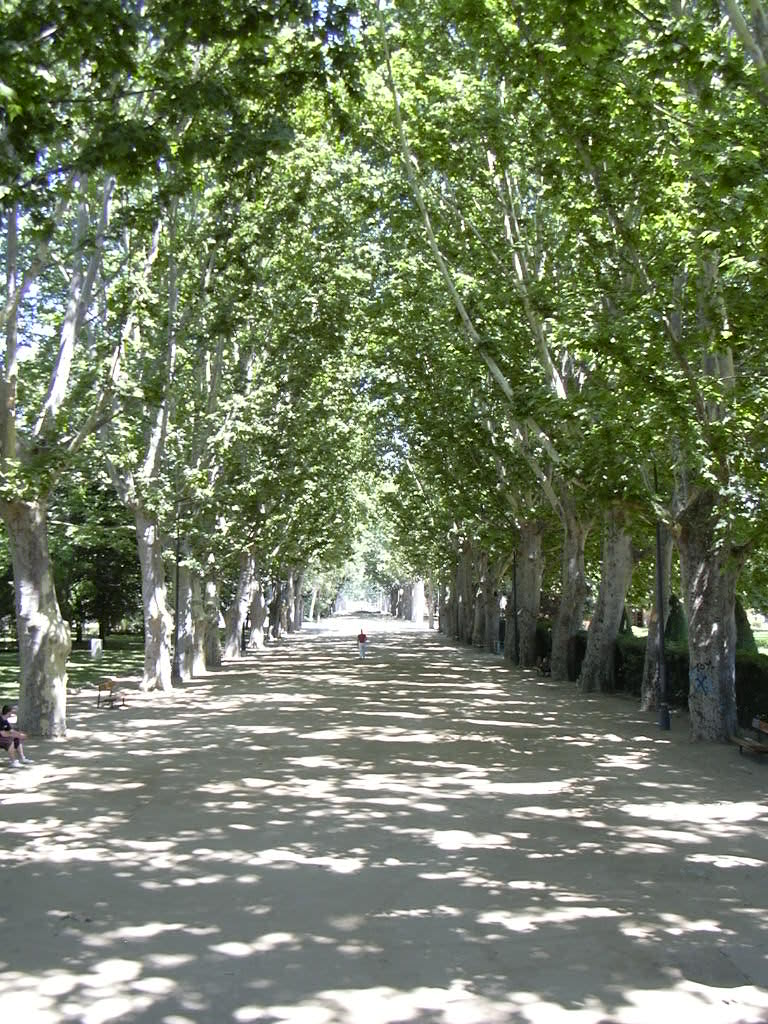
El bulevar de los Campos Elíseos.
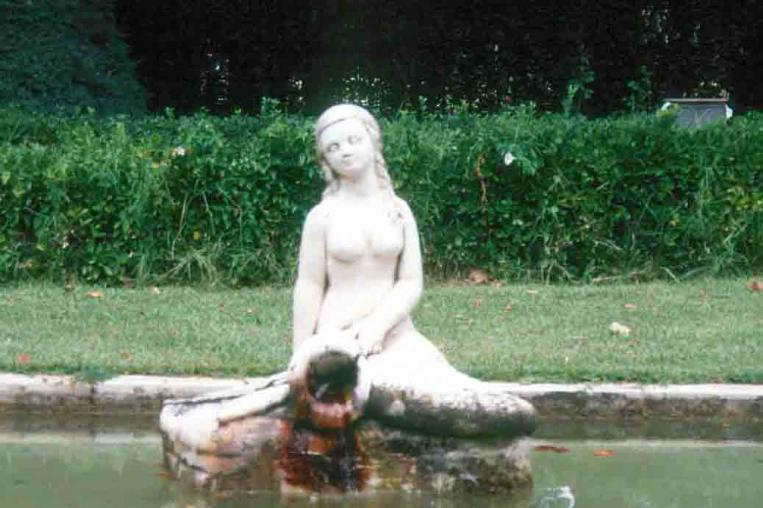
La Fuente de la Sirena de los Campos Elíseos.
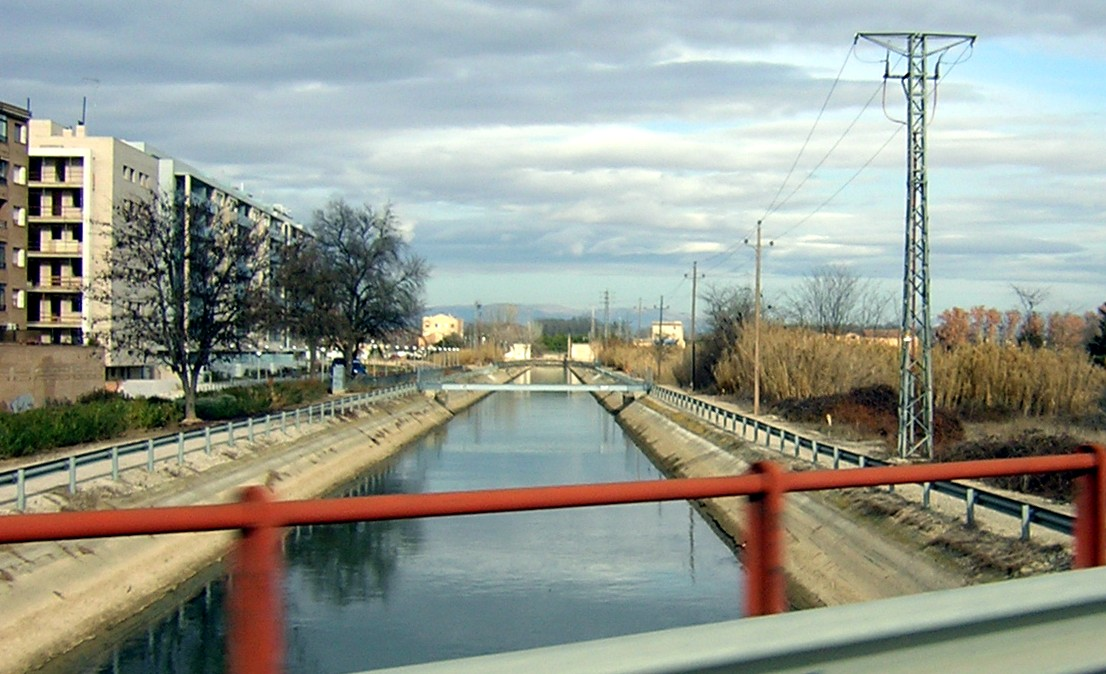
El Canal de Seròs.
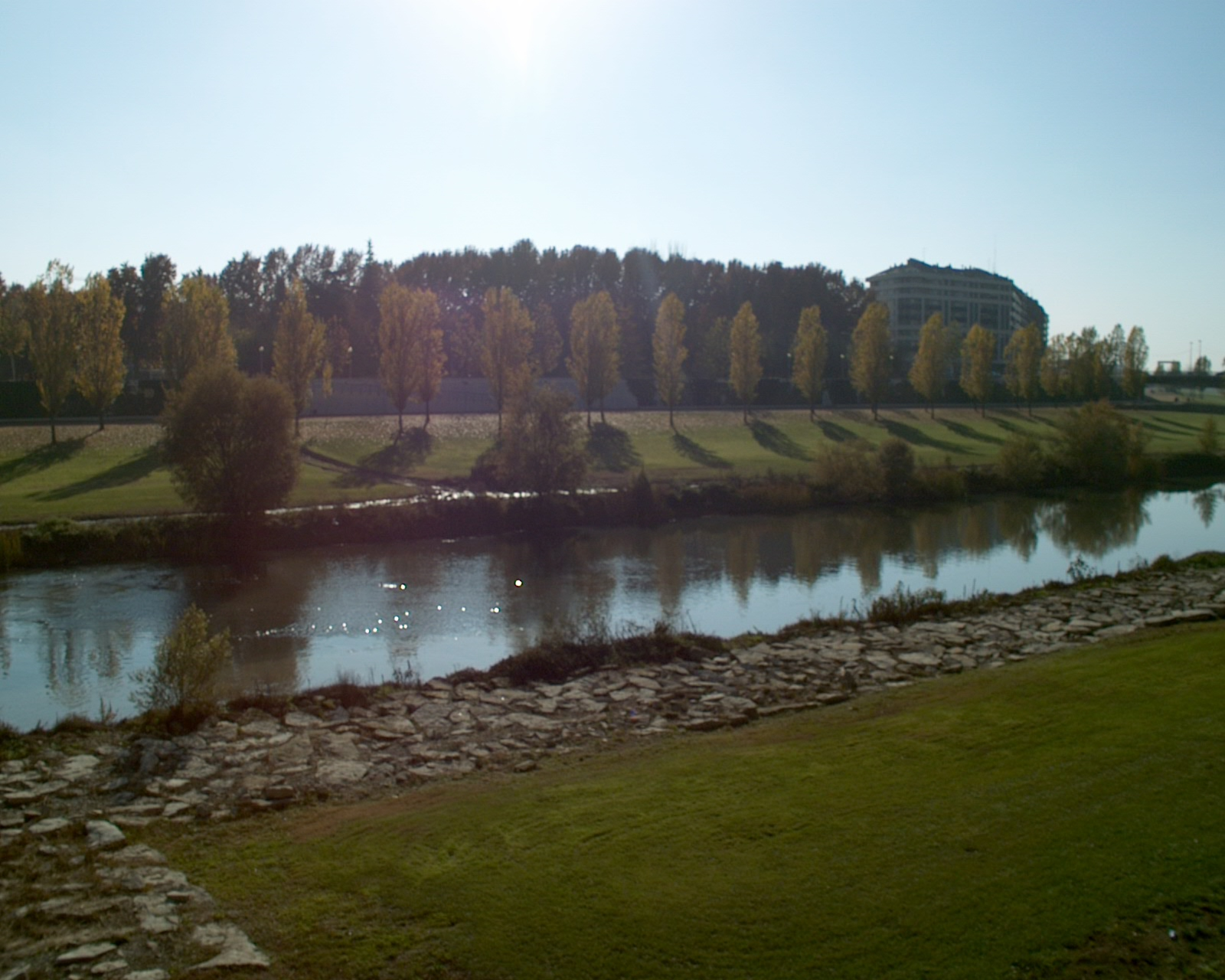
El río Segre, a su paso por el barrio.
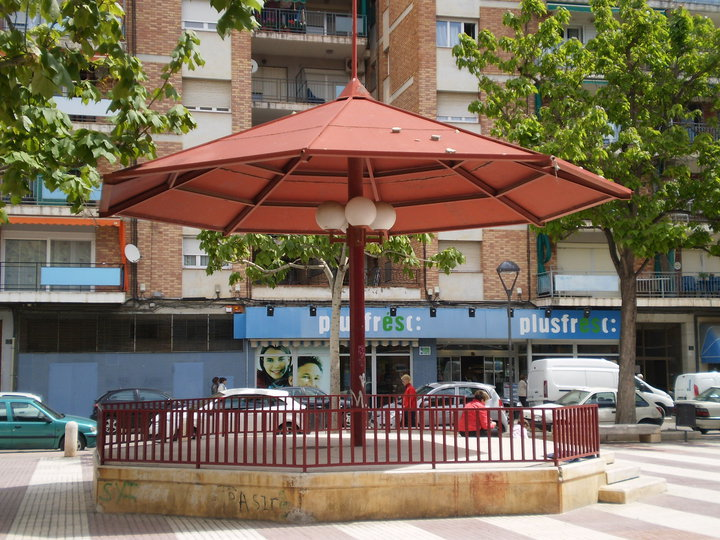
El Paraguas de la Plaza de Cappont.
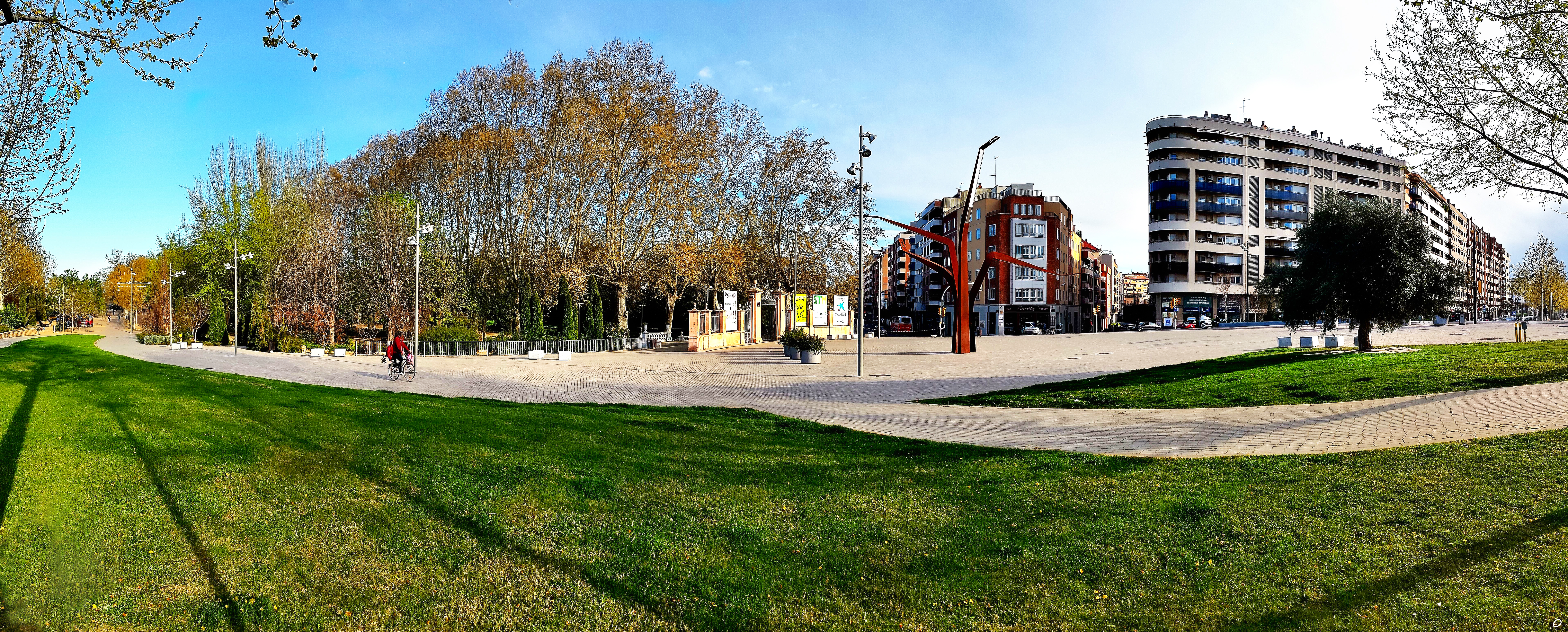
Entrada principal al Parque de los Campos Elíseos.
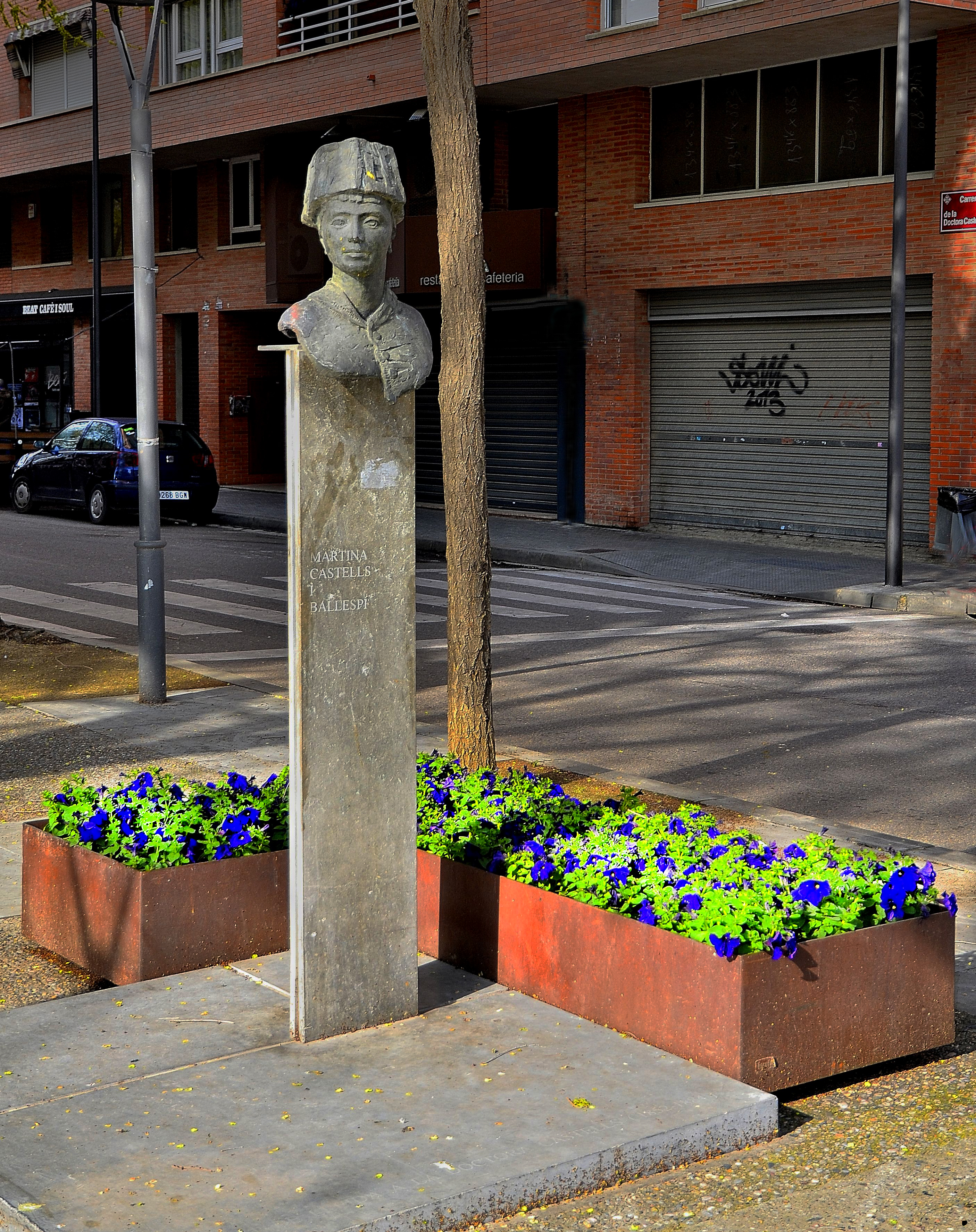
Busto en honor a la doctora Martina Castells Ballespí que tiene en la avenida que lleva su nombre en Lérida.
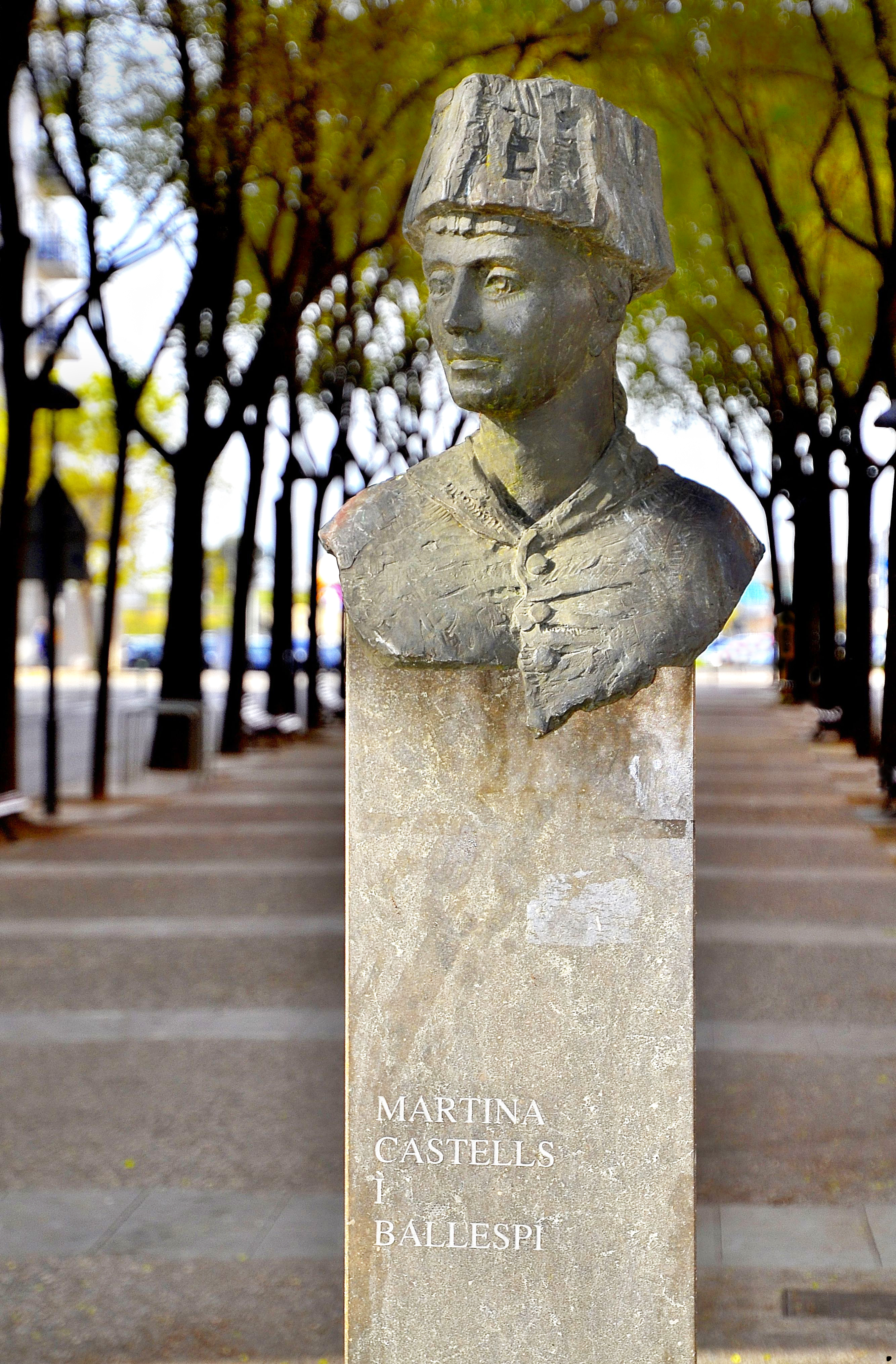
Lérida a la memoria de Martina Castells Ballespí.
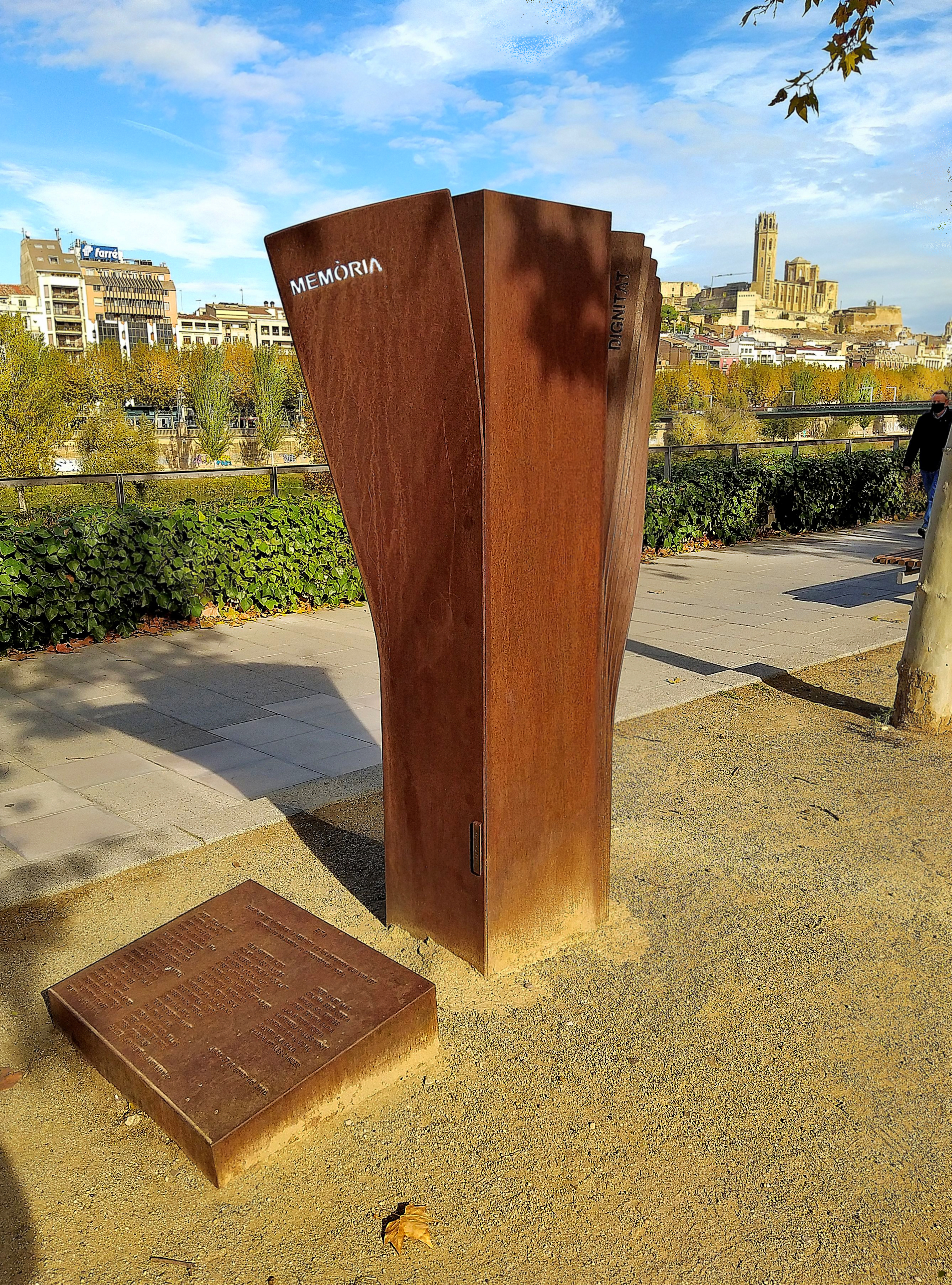
El Ayuntamiento de Lérida ha colocado en la calle Jaume II la escultura FITA, del artista Ángel Eroles, para recordar a los leridanos que fueron deportados a campos de concentración nazis.